# Adolf Heinrich Friedrich Schwarz
Adolf Heinrich Friedrich Schwarz (* 21. März 1812 in Lauterberg (Harz); † nach 1859) war ein deutscher Arzt und 1848/50 Mitglied der Mecklenburgischen Abgeordnetenversammlung.

## Leben
Er studierte Medizin an der Universität Halle und wurde hier am 6. April 1835 zum Dr. med. promoviert. 
Anschließend praktizierte er als Allgemeinarzt in Dömitz und war hier auch Garnison- und Festungsarzt. 1841 zog er nach Ludwigslust. Bei der Wahl am 3. Oktober 1848 wurde er für den Wahlkreis Mecklenburg-Schwerin 28 zum Mitglied des Mecklenburgischen Abgeordnetenhauses gewählt. Hier schloss er sich der Reformpartei und ihrer Fraktion der Linken an.
1859 zog er vermutlich nach Mildenau.

## Werke
- De summa cranii perforationis utilitate magno exemplorum numero comprobata. Halle 1835